# Хоргош
Хоргош (на сръбски: Хоргош или Horgoš) е гранично село, намиращо се в община Канижа, Севернобанатски окръг, Войводина, Сърбия. Населението му е 5709 души (по преброяване от септември 2011 г.).
Намира се близо до унгарската граница и до магистралата М22, която свързва Белград и унгарската граница. Най-близкият град е Суботица (27 km), до който може да се стигне с автомобил или с влак.